# Luis Armando Bambarén Gastelumendi
Luis Armando Bambarén Gastelumendi (Yungay, 14 gennaio 1928 – Lima, 19 marzo 2021) è stato un vescovo cattolico peruviano.

## Biografia
Luis Armando Bambarén Gastelumendi nacque a Yungay il 14 gennaio 1928 ed era il quinto di otto fratelli. La sua era una famiglia profondamente cattolica e due suoi fratelli divennero religiosi.

### Formazione e ministero sacerdotale
Completò gli studi primari nella sua città natale e quelli secondari al Collegio gesuita dell'Immacolata a Lima.
Il 20 aprile 1944 entrò nel noviziato della Compagnia di Gesù. Terminati gli studi di lettere, nel 1949 venne inviato in Spagna per studiare filosofia. Dal 1952 al 1955 lavorò come insegnante a Lima e poi tornò in Spagna per proseguire gli studi presso la Facoltà di teologia di Granada.
Il 15 luglio 1958 fu ordinato presbitero a Madrid. Il giorno successivo, festa di Nostra Signora del Monte Carmelo, celebrò la sua prima messa. Tra il 1959 e il 1961 completò la sua formazione sacerdotale in Messico e in Colombia. Tornato in patria fu vicedirettore del Collegio dell'Immacolata a Lima dal 1961 al 1964 e rettore del Collegio "Sant'Ignacio di Loyola" a Piura dal 1965. In quest'ultima scuola fondò l'Istituto di meccanica agricola e industria.

### Ministero episcopale
Il 1º dicembre 1967 papa Paolo VI lo nominò vescovo ausiliare di Lima e titolare di Sertei. Ricevette l'ordinazione episcopale il 7 gennaio successivo nella chiesa di San Martino de Porres dal cardinale Juan Landázuri Ricketts, arcivescovo metropolita di Lima, co-consacranti l'arcivescovo metropolita di Cuzco Ricardo Durand Flórez e l'ordinario militare per il Perù Alcides Mendoza Castro.
Fin da subito si dedicò alla difesa delle persone con risorse limitate e della zona in cui vivevano, Pueblo Joven. Nel 1970 un terremoto devastò gran parte della regione di Ancash e monsignor Bambarén Gastelumendi venne nominato membro della commissione per la ricostruzione e il risanamento delle zone colpite. Il 4 maggio 1971 difese coraggiosamente il diritto alla casa di migliaia di occupanti dello slum di Pamplona, Lima, dopo aver sostenuto uno scontro con la Guardia Civil e la Polizia. Il 16 dello stesso mese gli abitanti vennero trasferiti in una zona arida e sabbiosa a sud della città, dando vita all'attuale distretto di Villa El Salvador. Il sostegno di monsignor Bambarén a questi coloni portò al suo arresto, che fu pubblicamente rettificato dal capo della giunta del governo militare, il generale Juan Velasco Alvarado. In seguito a una grande protesta dei cittadini, ritirò la decisione e rimosse l'allora ministro dell'interno Armando Artola Azcárate. Da quegli anni monsignor Bambarén Gastelumendi divenne noto con il soprannome di "vescovo dei poveri e dei popoli giovani".
Il 2 giugno 1978 lo stesso papa Paolo VI lo nominò vescovo-prelato di Chimbote. Il 6 aprile 1983 papa Giovanni Paolo II elevò la circoscrizione al rango di diocesi con la bolla Pastoralis cura e lo nominò suo vescovo.
Presentò le cause di beatificazione dei martiri Michał Tomaszek e Zbigniew Strzałkowski, entrambi frati minori conventuali, e del missionario bergamasco Alessandro Dordi, vittime di Sendero Luminoso, un gruppo di ispirazione maoista.
Dal 1996 al 1997 fu segretario generale della Conferenza episcopale peruviana e presidente della commissione per le comunicazioni sociali. Nel febbraio del 1998 fu eletto presidente della Conferenza episcopale in sostituzione del cardinale Augusto Vargas Alzamora. Entrò in carica l'anno successivo e venne rieletto nel 2000. Nel 2003 terminò il mandato.
Di fronte a un'imminente crisi istituzionale, consigliò al presidente Alejandro Toledo di riconoscere sua figlia Saraí, una signora di Piura.
Nel 2003 venne insignito della medaglia d'oro di San Toribio de Mogrovejo, un premio assegnato dalla Conferenza episcopale del Perù per servizi speciali alla Chiesa cattolica romana in Perù a laici, membri di comunità religiose, istituzioni e gruppi.
Fece parte anche della commissione per la verità e la riconciliazione sorta negli successivi alla lotta al terrorismo.
Il 4 febbraio 2004 lo stesso papa Giovanni Paolo II accettò la sua rinuncia al governo pastorale della diocesi per raggiunti limiti di età.
Nel 2011 fu criticato per aver definito gli omosessuali "maricones" ovvero "froci", ma giorni dopo rettificò la dichiarazione.
Il 14 marzo 2021 venne ricoverato nella clinica "San Paolo" di Lima per COVID-19. Morì la mattina del 19 marzo all'età di 93 anni per complicazioni della malattia. Il giorno successivo alle ore 12 monsignor Carlos Castillo Mattasoglio celebrò una messa in suffragio nella basilica cattedrale di San Giovanni Apostolo ed Evangelista. Lo stesso giorno la salma venne portata a Chimbote con un volo speciale. Le esequie si tennero poco dopo nella cattedrale di Nostra Signora del Carmelo e di San Pietro a Chimbote. Al termine del rito la salma venne tumulata nella cripta dello stesso edificio.

## Genealogia episcopale e successione apostolica
La genealogia episcopale è:
- Cardinale Scipione Rebiba
- Cardinale Giulio Antonio Santori
- Cardinale Girolamo Bernerio, O.P.
- Arcivescovo Galeazzo Sanvitale
- Cardinale Ludovico Ludovisi
- Cardinale Luigi Caetani
- Cardinale Ulderico Carpegna
- Cardinale Paluzzo Paluzzi Altieri degli Albertoni
- Papa Benedetto XIII
- Papa Benedetto XIV
- Papa Clemente XIII
- Cardinale Bernardino Giraud
- Cardinale Alessandro Mattei
- Cardinale Pietro Francesco Galleffi
- Cardinale Filippo de Angelis
- Cardinale Amilcare Malagola
- Cardinale Giovanni Tacci Porcelli
- Cardinale Juan Gualberto Guevara
- Cardinale Fernando Cento
- Cardinale Juan Landázuri Ricketts, O.F.M.
- Vescovo Luis Armando Bambarén Gastelumendi, S.I.

La successione apostolica è:
- Vescovo Elio Alevi Pérez Tapia, S.D.B. (2001)